# Gent per Eivissa
Gent per Eivissa (GxE) (traducido al castellano: Gente por Ibiza) es un partido político creado en 2011. Gente por Ibiza se presenta por primera vez en 2015 a las elecciones insulares y autonómicas con Juanjo Cardona como candidato.
Durante la legislatura 2011-2015, GxE ha tenido representación en el Consejo Insular de Ibiza (Juanjo Cardona), y los ayuntamientos de Ibiza (Àngels Martínez), Santa Eulalia del Río (Jaume Ribas) y San Antonio Abad (Juanjo Cardona), como parte integrante de la coalición PSOE-Pacte per Eivissa. Este pacto no se renovará en las próximas elecciones y por ello GxE optó por concurrir en solitario.